# Disciotis
Disciotis Sw. (krążkówka) – rodzaj grzybów z rodziny smardzowatych (Morchellaceae).

## Systematyka i nazewnictwo
Pozycja w klasyfikacji według Index Fungorum: Morchellaceae, Pezizales, Pezizomycetidae, Pezizomycetes, Pezizomycotina, Ascomycota, Fungi.
Takson utworzył w 1885 roku Jean Louis Émile Boudier. Polska nazwa podana została w opracowaniu Barbary Gumińskiej i Władysława Wojewody.

## Gatunki
- Disciotis maturescens Boud. 1891
- Disciotis rufescens R. Heim 1934
- Disciotis venosa (Pers.) Arnould – krążkówka żyłkowana

Wykaz gatunków i nazwy naukowe na podstawie Index Fungorum. Nazwy polskie według W. Wojewody.